# Porters Pinnacles
Die Porters Pinnacles sind eine Gruppe niedriger und vereister Rifffelsen vor der Nordküste der westantarktischen Thurston-Insel. Sie liegen 6,5 km nördlich des östlichen Ausläufers der Glacier Bight.
Entdeckt wurden sie bei der Forschungsfahrt der United States Navy in die Bellingshausen-See im Februar 1960. Namensgeber ist Commander Philip Wells Porter Jr. (1919–2011), Kapitän des Eisbrechers USS Glacier, dem diese Entdeckung gelang.